# Goinger Halt
Goinger Halt – szczyt w pasmie Kaisergebirge, części Północnych Alp Wapiennych. Leży w Austrii w kraju związkowym Tyrol. Góra posiada dwa wierzchołki: niższy, północny - Hintere Goinger Halt (2192 m) i południowy, wyższy - Vordere Goinger Halt (2242 m). Sąsiaduje z Karlspitzen i Fleischbank.